# 圣但尼德库德赖
圣但尼德库德赖（法語：Saint-Denis-des-Coudrais，法語發音：[sɛ̃ dəni de kudʁɛ]）是法国萨尔特省的一个市镇，属于马梅尔斯区。

## 地理
圣但尼德库德赖（48°9'1"N, 0°30'27"E）面积7 平方千米，位于法国卢瓦尔河地区大区萨尔特省，该省份为法国西北部内陆省份，北起顺时针与奥恩省、厄尔-卢瓦省、卢瓦-谢尔省、安德尔-卢瓦尔省、曼恩-卢瓦尔省和马耶讷省接壤，是法国大西部的入口，连接卢瓦尔河谷、布列塔尼和巴黎盆地。
与圣但尼德库德赖接壤的市镇（或旧市镇、城区）包括：圣乔治迪罗赛、博内塔布勒、拉博斯、普雷韦勒。
圣但尼德库德赖的时区为UTC+01:00、UTC+02:00（夏令时）。

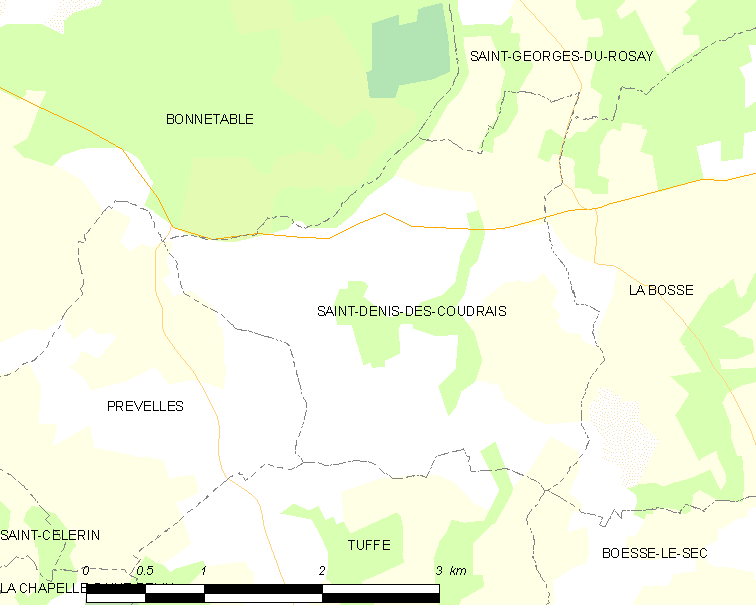
圣但尼德库德赖的OSM定位图

## 行政
圣但尼德库德赖的邮政编码为72110，INSEE市镇编码为72277。

## 政治
圣但尼德库德赖所属的省级选区为贝尔纳堡县。

## 人口

1962-2008年间圣但尼德库德赖人口变化图示

圣但尼德库德赖于2022年1月1日时的人口数量为113人。